# Alencar da Silveira Júnior
Alencar Magalhães da Silveira Júnior (Sete Lagoas, 12 de janeiro de 1962) é um jornalista e político brasileiro do Estado de Minas Gerais filiado ao Partido Democrático Trabalhista (PDT). Silveira conta com ampla experiência em gestão, fazendo com que os deputados confiassem a ele uma tarefa que é das mais relevantes à eles: representar a categoria corporativamente, ao presidir a União Nacional dos Legisladores e Legislativos Estaduais (Unale), tendo sido, quando vereador, vice-presidente da União dos Vereadores do Brasil (1990-1994), também ele reorganizou a União dos Vereadores de Minas Gerais. 
Relator da Lei Orgânica do Município, presidente da Comissão de Transportes na época em que foi municipalizado o transporte público e criada a BHTrans, empresa de ônibus da Capital, é de Silveira Junior o projeto de lei que proibiu o Buser em Minas Gerais. 
Jornalista e radialista, Silveira Jr.  foi apresentador do Programa Num Poste de Rua, repórter esportivo e político na Rádio Capital. Só iniciou sua carreira política em 1988, sendo eleito o vereador mais jovem da Câmara de Belo Horizonte naquela legislatura, chegou a exercer a vice-presidência e a presidência da Câmara de BH (1994), quando se elegeu deputado estadual. 
Alencar da Silveira Júnior está em seu nono mandato consecutivo. Iniciou sua vida pública como vereador em Belo Horizonte, tendo sido eleito um dos vereadores mais jovens da capital mineira. Hoje, Alencar é o terceiro-vice presidente da Assembleia Legislativa de Minas Gerais. Em legislaturas anteriores ocupou os cargos de segundo secretário, terceiro secretário, presidente da Comissão de Turismo, Indústria, Comércio e Cooperativismo, da Comissão Especial dos Aeroportos, da Comissão do Trabalho, da Previdência e da Ação Social. É autor, entre outras, da Lei Antifumo mineira, da Ficha Limpa para ocupantes de cargos de direção nos órgãos do Governo de Minas Gerais, Lei do Passe Livre, criou a TV Assembleia, idealizou o movimento nacional pela unificação das eleições no Brasil. É presidente do América Futebol Clube (Belo Horizonte), onde foi campeão  Brasileiro da Série B em 2017, campeão Mineiro de 2016 e conquistou a inédita vaga na Libertadores da América em 2021. 

## Prêmios
- 2015 - Troféu Guará- Dirigente do Ano- América Futebol Clube (Belo Horizonte). [1]